# Elisabeth Lutyens

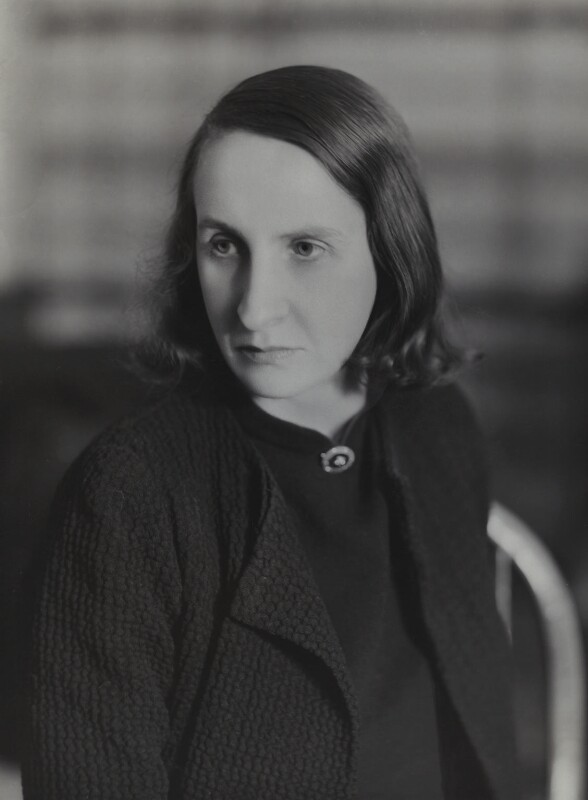
Elisabeth Lutyens (1939)

Elisabeth Agnes Lutyens, CBE (* 9. Juli 1906 in London; † 14. April 1983 ebenda) war eine englische Komponistin.
Lutyens war die Tochter des Architekten Edwin Lutyens. Sie studierte an der École normale de Musique in Paris und am Royal College of Music in London, verdiente ihren Lebensunterhalt mit Kompositionen für Radio und Film und verwendete Ende der 1930er Jahre als eine der ersten in Großbritannien die Zwölftontechnik für ihre Kompositionen.
1979 wurde sie als Ehrenmitglied in die American Academy of Arts and Letters gewählt.

## Werke (Auswahl)

### Bühnenwerke
- The Birthday of the Infanta, Ballett, 1932, Uraufführung: London 4. Dezember 1932
- Infidelio, Oper in 7 Szenen op. 29, 1954, Uraufführung: London 17. April 1973
- The Waiting Game, Oper in 3 Szenen op. 91, 1973, unaufgeführt

### Chorwerke
- Requiem for the Living op. 16, Stimmen, gemischter Chor, Orchester, 1948, Uraufführung: London 30. September 1952
- Essence of Our Happinesses op. 69, Tenor, gemischter Chor, Orchester, Uraufführung: London 8. September 1970

### Werke für Orchester
- 3 Stücke für Orchester op. 7, 1939, Uraufführung: London 7. September 1940
- Symphonies for Solo Piano, Wind, Harps and Percussion op. 46, 1961, Uraufführung: London 28. Juli 1961

## Filmografie (Auswahl)
- 1953: They Planted a Stone
- 1960: The Malpas Mystery (Edgar Wallace Mysteries)
- 1963: Haus des Grauens (Paranoiac)
- 1965: Die Todeskarten des Dr. Schreck (Dr. Terror’s House of Horrors)
- 1965: Der Schädel des Marquis de Sade (The Skull)
- 1965: Spaceflight IC-1

## Einspielungen (Auswahl)
- Quincunx. Josephine Nendick (Sopran), John Shirley-Quirk (Bariton), BBC Symphony Orchestra, Norman del Mar (Dirigent). 1969
- Chamber Concerto No. 1. Jane Manning (Sopran), Jane’s Minstrels (Ensemble Neue Musik), Roger Montgomery (Waldhorn). 1993
- The Skull Suite. BBC Symphony Orchestra, Jac van Steen (Dirigent). 2004
- Choral and Chamber Works. Exaudi (Vokalensemble), Endymion (Kammermusikensemble). 2006
- Nine Bagatelles. Lionel Handy (Cello), Jennifer Hughes (Klavier). 2018
- Piano Works. Volume 1. Martin Jones (Klavier). Resonus 2020